# 牌坊

安徽省黄山市徽州区郑村镇棠樾村棠樾牌坊群

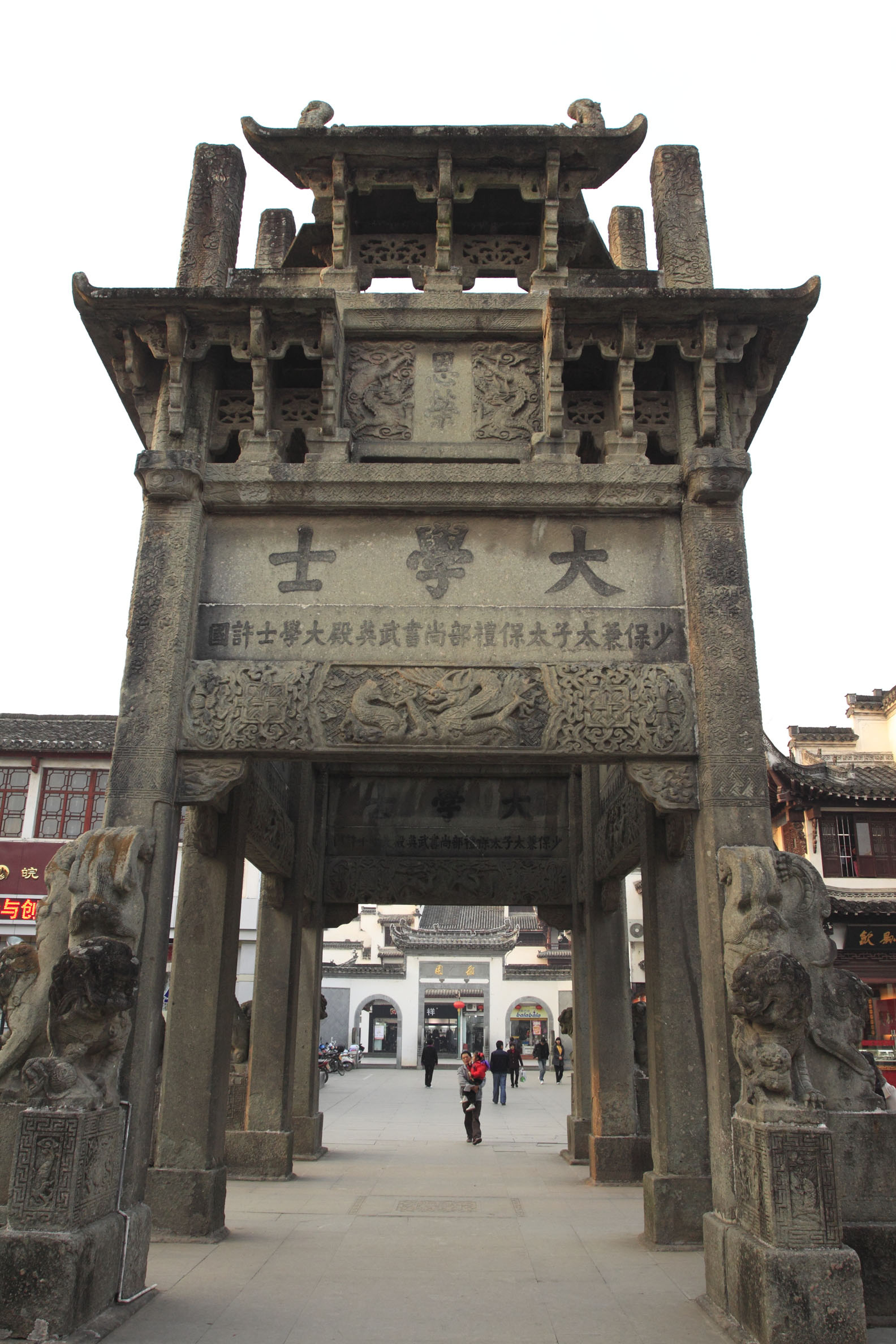
安徽省黄山市歙县许国石坊

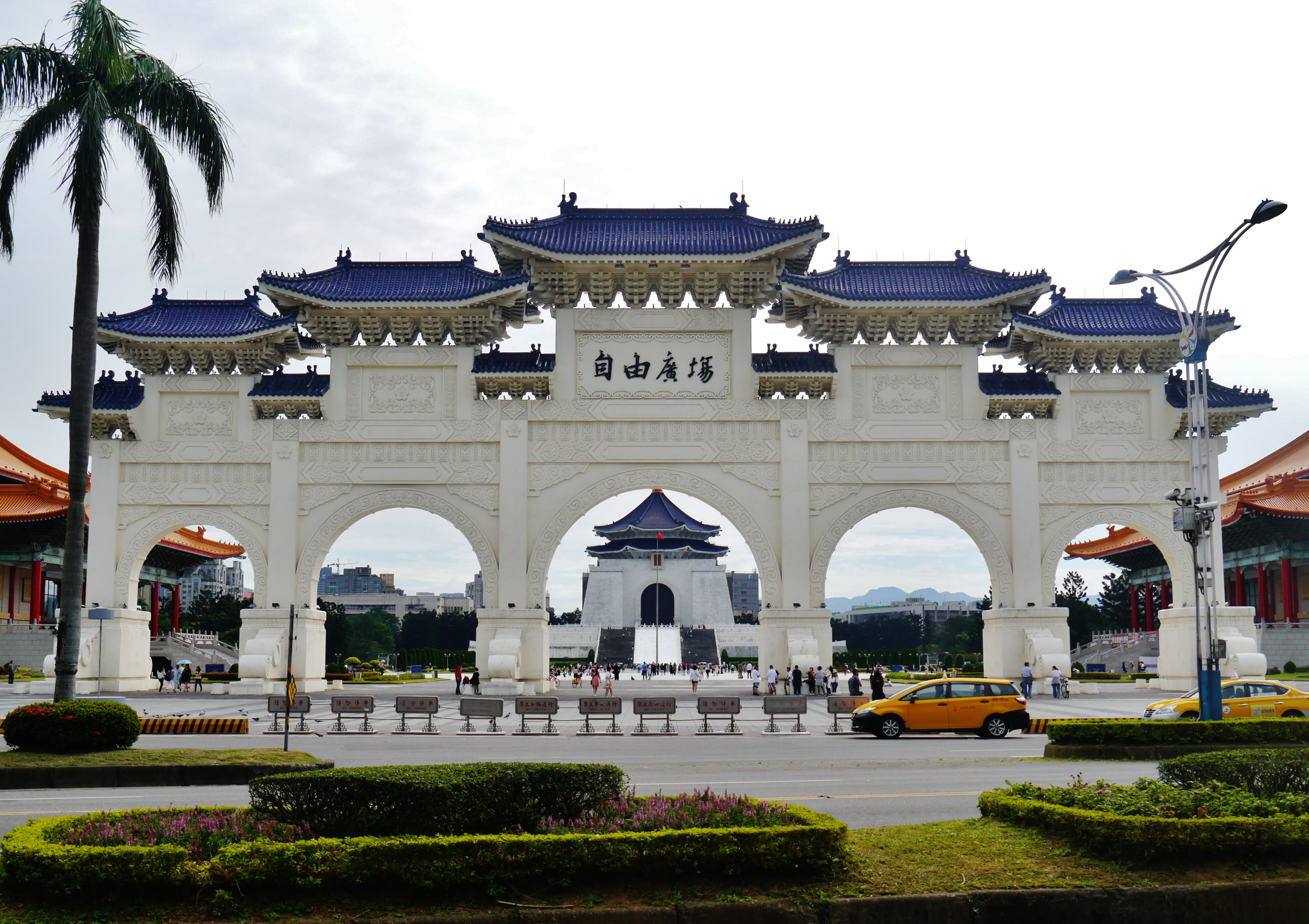
台灣台北市中正區自由廣場牌坊

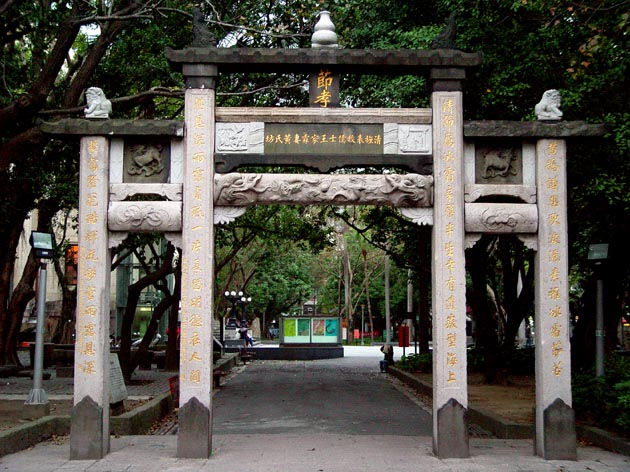
台灣台北市中正區黃氏節孝坊

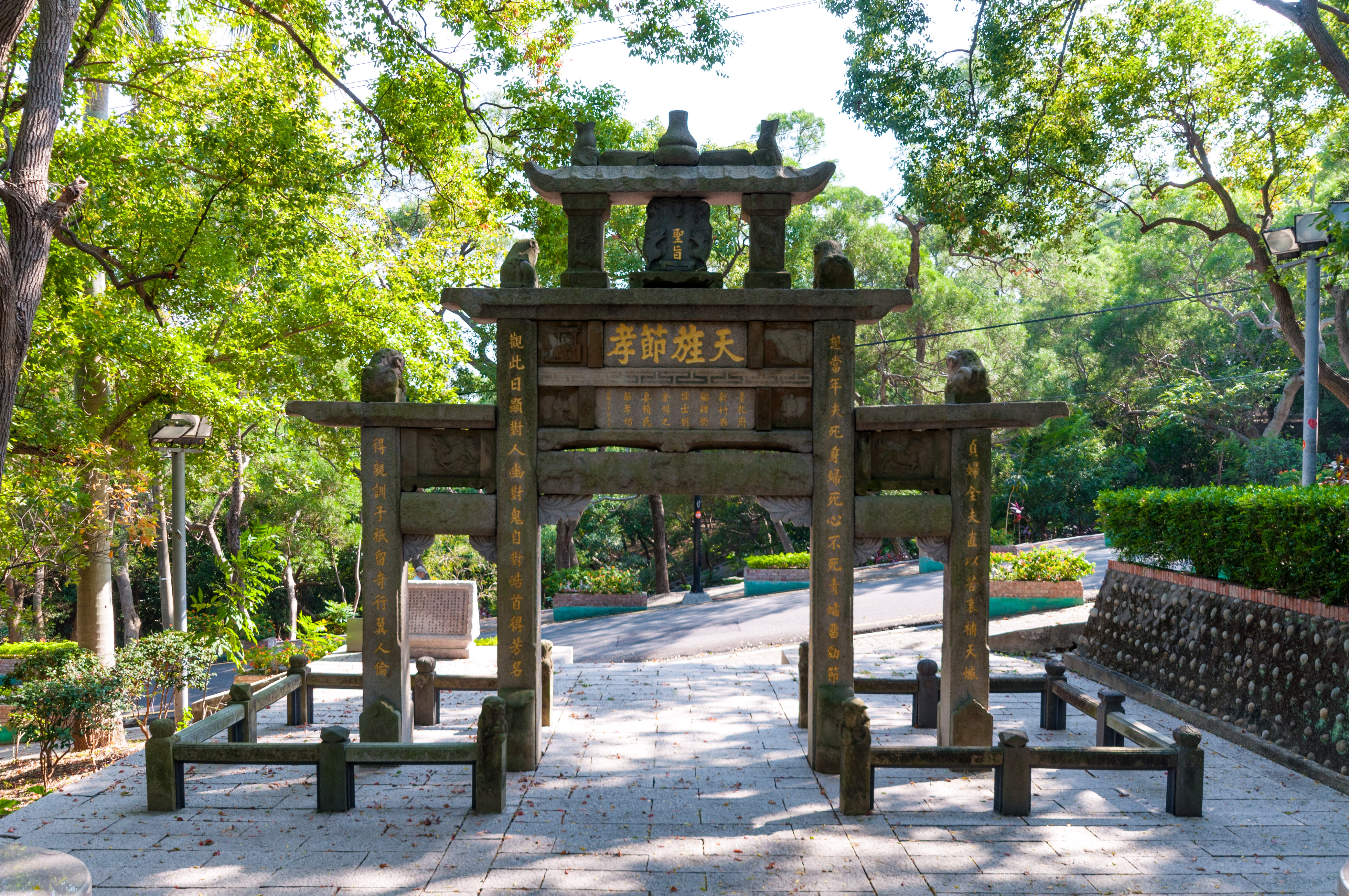
台灣苗栗縣苗栗市賴氏節孝坊背面

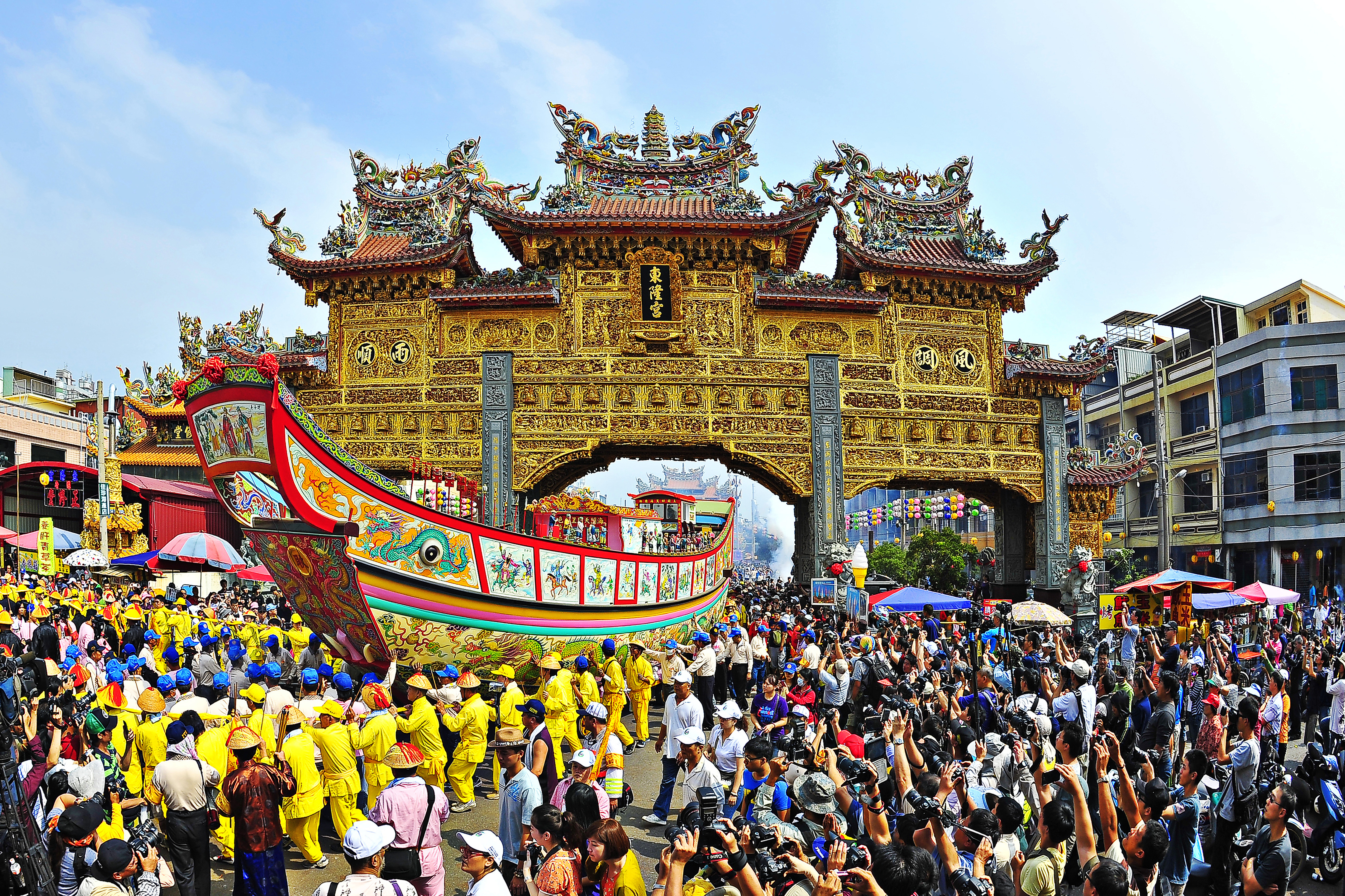
台灣屏東縣東港鎮東港東隆宮山川牌坊(黃金牌坊)

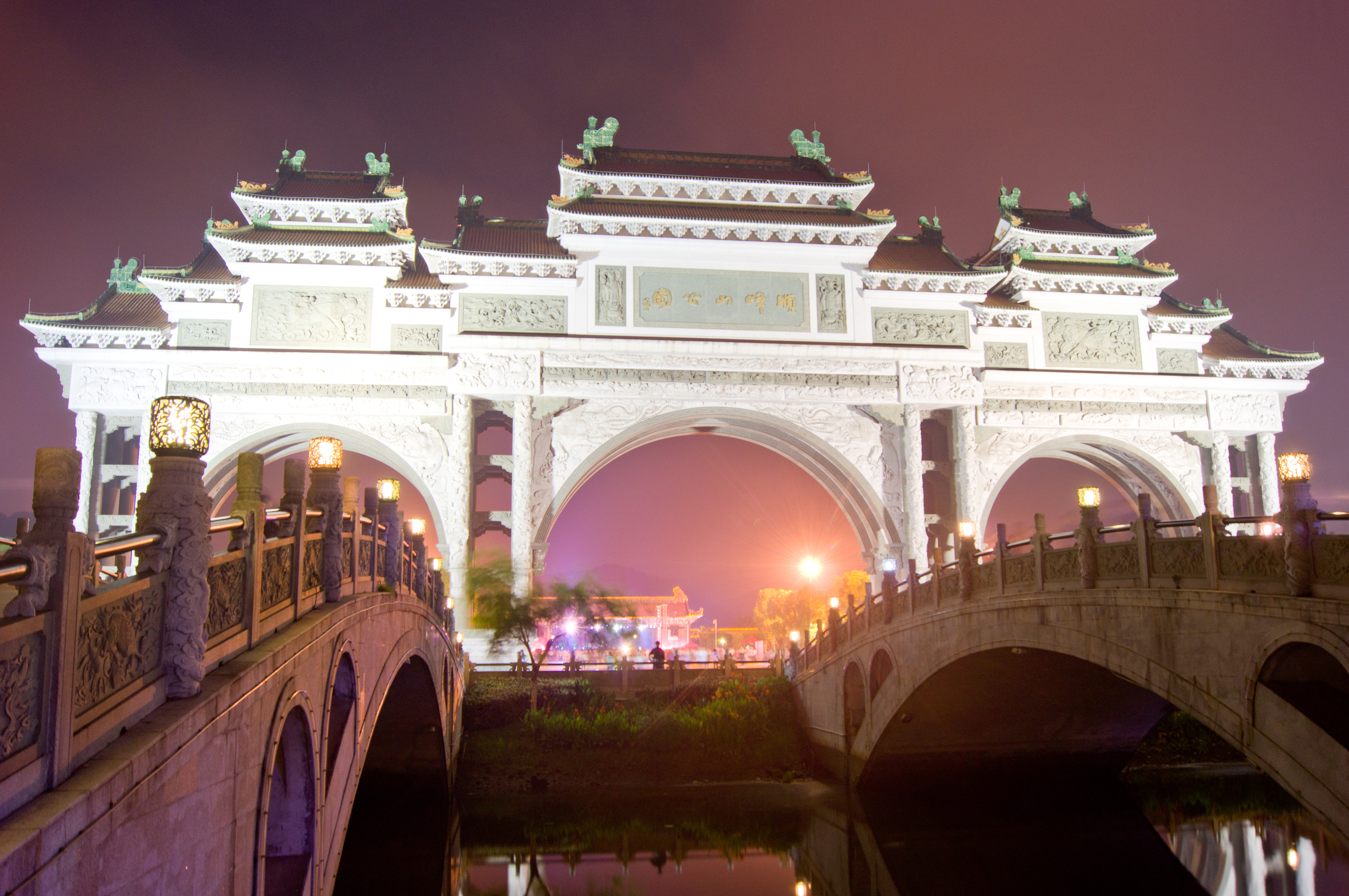
广东省順德顺峰山公园牌坊

牌坊，简称坊，類似於牌楼，是中国传统建筑中非常重要的一种建筑类型，亦傳至朝鮮半島、日本列島、越南、琉球群島等漢字文化圈地區。牌坊更被海外当作中华文化的象征之一，在西方很多城市的唐人街都有牌坊作为标志。严格区分下，牌坊不同於牌楼，在立柱和横板上没有斗拱及屋顶结构的称为牌坊，而在立柱和横板上有楼的称为牌楼。

## 起源和发展

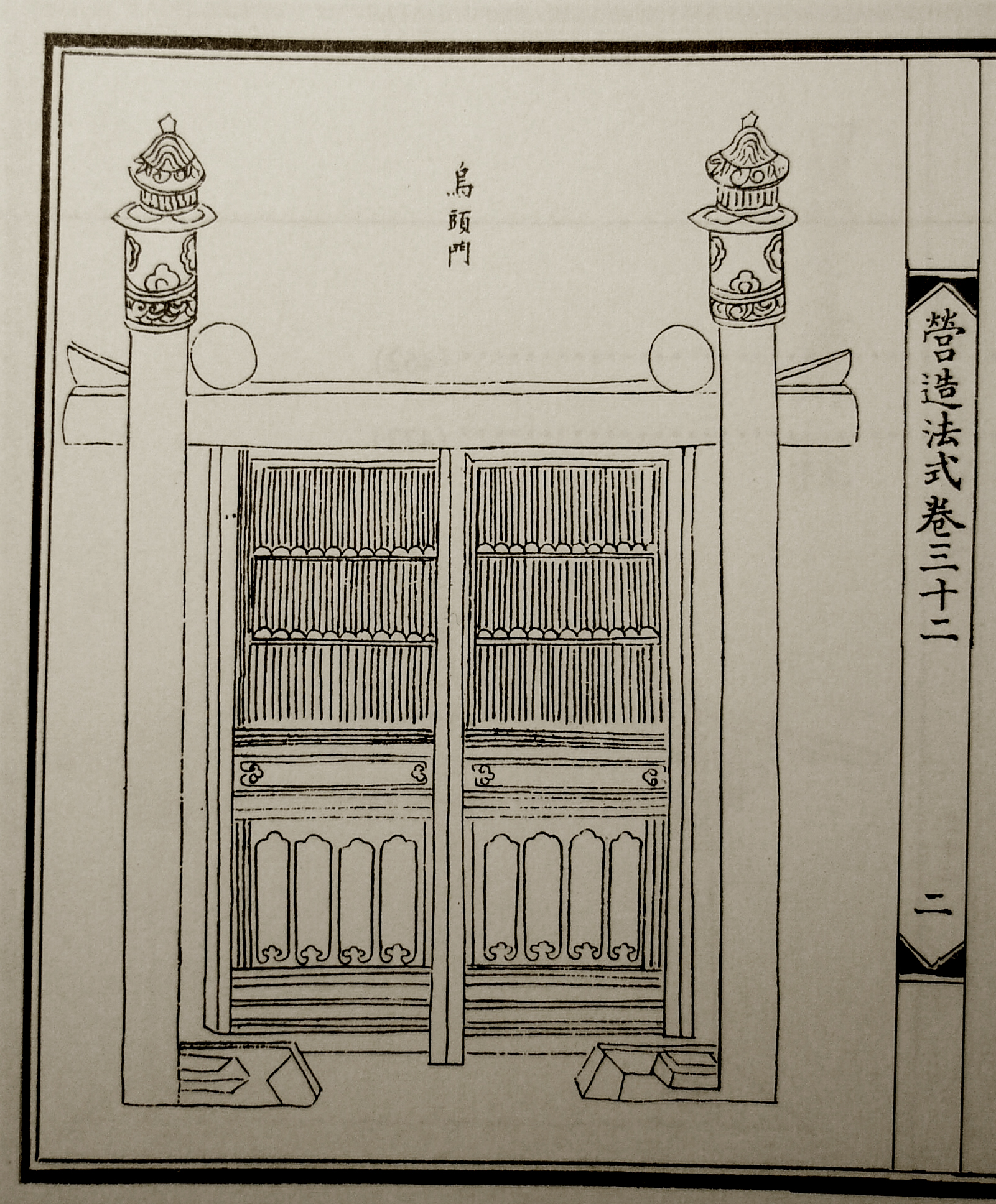
宋代《营造法式》中的乌头门

汉代称为阙，六朝称为标，唐代称为乌头门，宋代官名表楬、阀阅、乌头门，俗名棂星门。早期的牌坊非常简单，就是两根立柱加上一块横木，两扇对开木门，较多地注重作为大门的实用价值。汉代以后，中国的城市建筑渐渐形成一定格式，在城中有里坊，里坊有坊墙坊门，犹如城中之城，类似如今的居住小区。据历史文献记载，里坊中如果出现好人好事，便须在坊门上张贴通告，以示褒奖，由此坊门衍生出了新的功能。人们为了能使坊门上张贴的褒奖告示长存，就用更加坚固的材料另外制作坊门，篆刻褒奖事由，如节孝坊、状元坊、德政坊之类，这就是今日牌坊的雏形。
到了宋代，里坊制度逐渐被打破，包围里坊的坊墙被拆除，棂星门就逐渐失去了作为出入通道的作用，木门消失了，而成为纯粹的装饰建筑，而其建筑形式也日趋复杂优美，从最初作为坊门的一间两柱（即一块横板两根立柱）乌头门发展到明、清的五间六柱十一牌楼（即六根立柱五块横板，横板及立柱上方还建有斗拱屋顶的结构，如北京正阳门外前门大街上的前门五牌楼），形成了现在我们看到的牌坊。
臺灣在日治時期時曾大量興建神社。戰後，許多神社改建為忠烈祠，而原神社鳥居則就地改為牌坊。

## 牌坊的分类

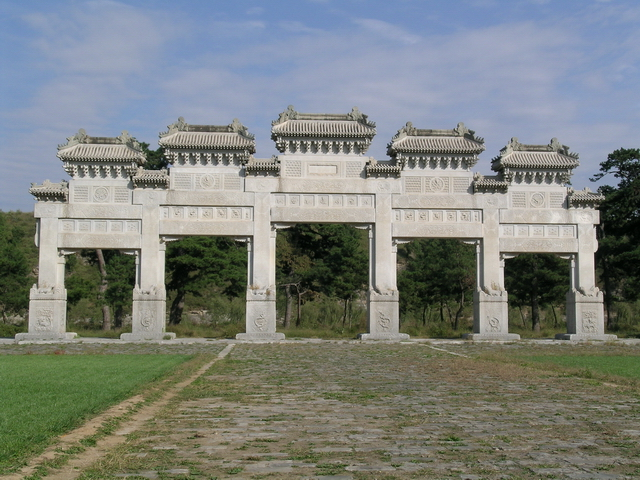
雍正陵寝的石牌坊为五间六柱，是中国古代的最高规格

- 从修建位置和功能的角度分为：街巷道路牌坊、坛庙寺观牌坊、陵墓祠堂牌坊、桥梁津渡牌坊、风景园林牌坊、等不同类型；古时还有节孝坊、状元坊、榜眼坊、百岁坊、德政坊等[3]。
- 从建筑材料的角度分为：木牌楼[4]、砖牌楼、石牌坊[5]、琉璃牌坊[6]、砖石合造牌坊、木石合造牌坊等
- 从建筑格局的角度分为：一间两柱一楼坊、一间两柱三楼坊、三间四柱三楼坊、三间四柱七楼坊[4]、三间四柱九楼坊[7]、五间六柱五楼坊、五间六柱十一楼坊[8]等

## 著名牌坊

### 漢字文化圈

#### 中國大陸
- 安徽省：
  - 黄山市：
    - 歙县：許國石坊、棠樾牌坊群、稠墅牌坊群、丰口四面坊、殷尚书坊及大司徒坊、槐塘双坊、雄村五石坊、尚宾坊、郑氏世科坊、旌孝坊、徐氏祖祠坊及蒋氏节孝坊、孝贞节烈坊、大夫坊、豸绣重光坊、含贞蕴粹坊、古紫阳书院坊、柏台世宠坊、鲍氏节孝坊、吴氏世科坊、胡氏节孝坊、叶氏贞节木门坊、程氏节孝坊、金殿传胪坊、黄氏节孝坊、胡氏进士坊、松虬雪古坊等等
    - 徽州区：洪坑牌坊群、龙章褒节坊、三世二品坊、国宾坊、进士坊、应龙坊
    - 屯溪区：吴中明坊、吴蔚起坊
    - 黟县：胡文光刺史坊、
    - 休宁县：玉虚宫牌坊、太塘牌坊、富溪牌坊、珰金牌坊、
    - 祁门县：宪伯坊、桂林坊、世美坊
    - 绩溪县：奕世尚书坊、冯村进士坊、华阳中正坊、磡头节妇坊
- 江西省：
  - 南昌市
    - 进贤县：陈氏牌坊（昼锦坊和理学名贤坊）

  - 抚州市
    - 乐安县：龙图学士和刺史传芳牌楼门

  - 宜春市：
    - 樟树市：清标彤管坊、

  - 赣州市
    - 兴国县：茂源关西流芳牌坊、
    - 于都县：步蟾坊
- 浙江省：
  - 宁波市：
    - 鄞州区：庙沟后、横省石牌坊、金字山石牌坊群

  - 衢州市
    - 柯城区：郑秀夫牌坊、梁毛氏节孝坊、郑辛牌坊、郑一鸣牌坊、徐氏节孝坊、杨氏节孝坊、谷口世家牌坊、毛氏节孝坊、全氏节孝坊、
    - 衢江区：江氏节孝坊
    - 龙游县：丁氏节孝坊
    - 常山县：樊家尚书坊

  - 金华市
    - 兰溪市：郭氏节孝坊、竹塘进士木牌坊、焦石邵氏家庙及孝子坊、姓叶陈氏节孝石坊、上唐村孝子石坊、胡氏节孝坊、范氏石坊、陈氏节孝石坊（游埠镇伍家圩村）、严氏节孝坊、
    - 东阳市：东阳卢宅（风绍世家坊、大夫第门坊、柳塘门坊）

  - 台州市
    - 仙居县：林应麒功德牌坊
    - 临海市：卢氏节孝牌坊

  - 温州市
    - 永嘉县：金昭牌坊和宪台牌坊
    - 乐清市：北閤双石坊
    - 龙港市：张家堡双牌坊

  - 丽水市
    - 松阳县：詹宝兄弟牌坊、市口进士牌坊
    - 遂昌县：独山石牌坊
    - 缙云县：白茅云衢坊、双港桥贞节坊石刻
    - 景宁县：严氏节孝木牌坊
- 山西省：
  - 运城市
    - 永济市：东姚温张氏节孝坊、东阳朝黄氏节孝坊
    - 绛县：南樊石牌坊及碑亭
    - 闻喜县：郭家庄节孝坊、下峪口节孝坊、

  - 临汾市
    - 翼城县：石四牌坊和木四牌坊、感军四明牌坊、古暑牌坊、北梁牌坊、下石门牌坊、
    - 洪洞县：龙章世显牌坊、张氏节孝坊、万安功德坊、笔架庄牌坊
    - 襄汾县：西毛村毛氏节孝坊、汾城镇城隍庙前牌坊、
    - 汾西县：薛家庄贞节牌坊
    - 侯马市：贾氏节孝坊

  - 晋城市
    - 沁水县：西文兴丹桂传芳牌坊、西文兴青云接武牌坊、曲提牌楼、下韩五牌楼、武安秋闱高捷牌楼、坪上石牌坊，湘峪石牌坊
    - 阳城县：郭峪村张好古宅院牌楼 、郭峪村陈氏牌楼

  - 长治市
    - 沁县：关帝庙牌楼

  - 晋中市
    - 介休市：太和岩牌楼
    - 和顺县：兵宪石坊（石牌楼和木牌楼）、
    - 祁县：白圭村王氏节孝坊
    - 昔阳县：东寨节烈坊、张氏贞节坊、

  - 吕梁市
    - 交口县：韩极石牌坊、
    - 交城县：宠承三锡石牌坊

  - 忻州市
    - 原平市：朱氏牌楼
    - 宁武县：吴家湾王氏节孝坊
    - 偏关县：张氏节孝坊
    - 五寨县：三岔牌楼、李氏牌坊、
    - 河曲县：南元牌楼、
    - 五台山龙泉寺石牌坊

  - 大同市
    - 云冈区：米庄忠字牌坊

  - 太原市
    - 清徐县贞节牌坊
- 北京市：保卫和平坊、前门五牌楼、西单牌楼、西四牌楼、东单牌楼、东四牌楼
- 江蘇省：南京四牌樓、南京中山陵博愛坊、南京朝天宮櫺星門、南京夫子廟天下文樞坊
- 湖北省：武汉大学校门
- 重庆市：重庆市人民大礼堂正门
- 雲南省：金馬碧雞坊
- 湖南省：芷江受降紀念坊
- 广东省：中山大学校门牌坊
- 河北省：承德市头道牌楼，二道牌楼

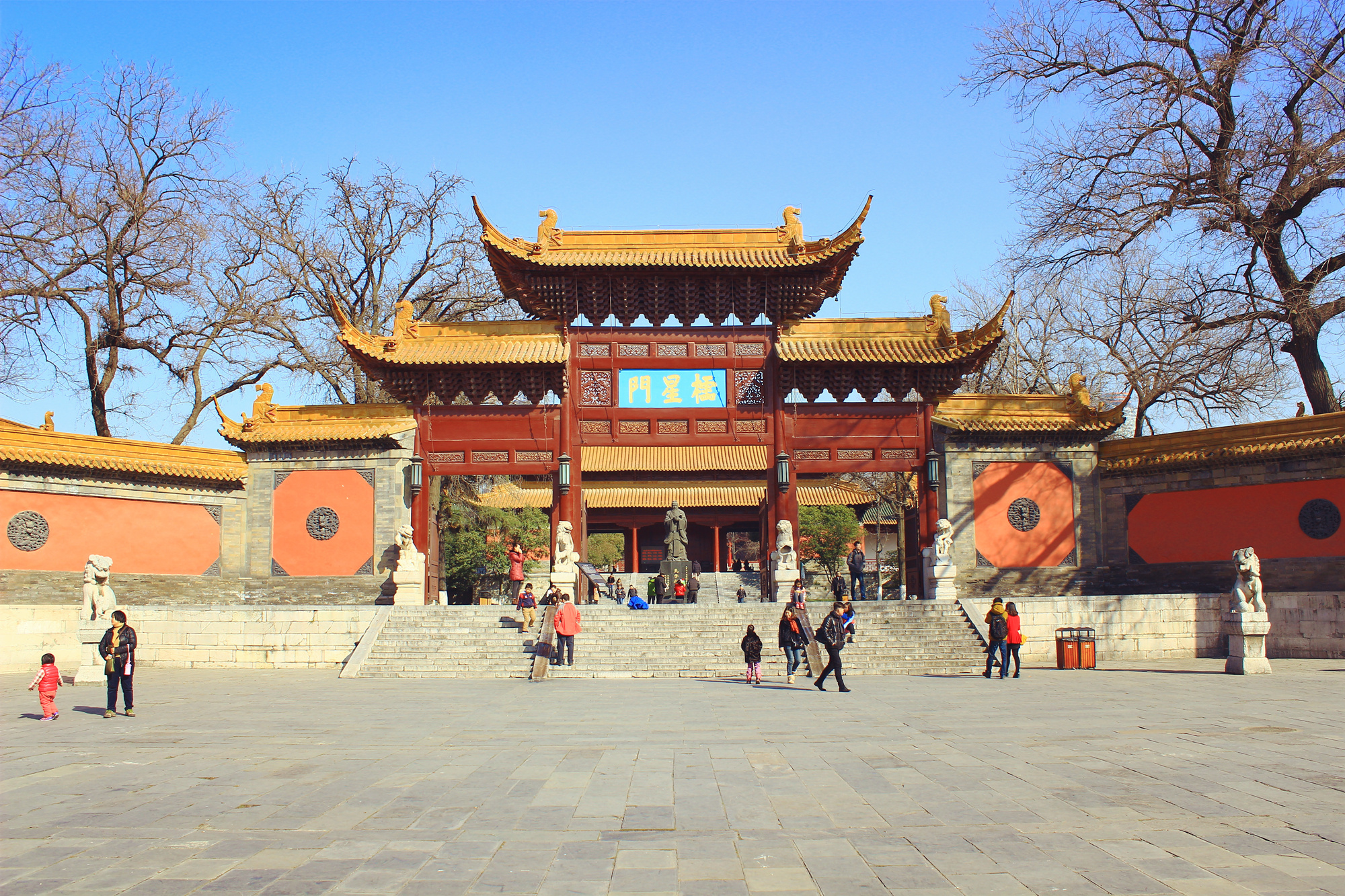
南京朝天宫櫺星門
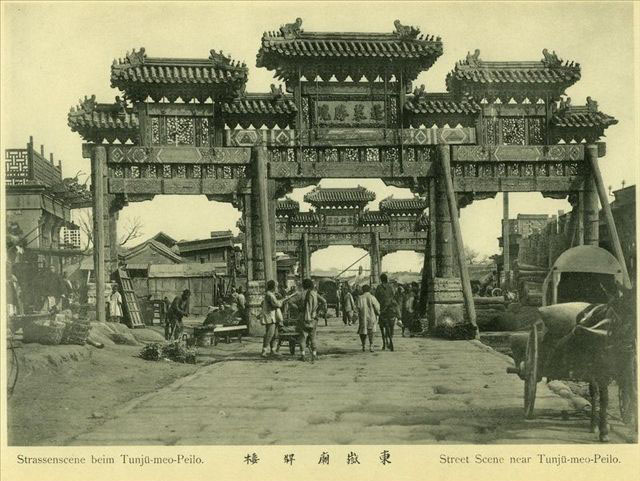
1900年北京东岳庙牌楼
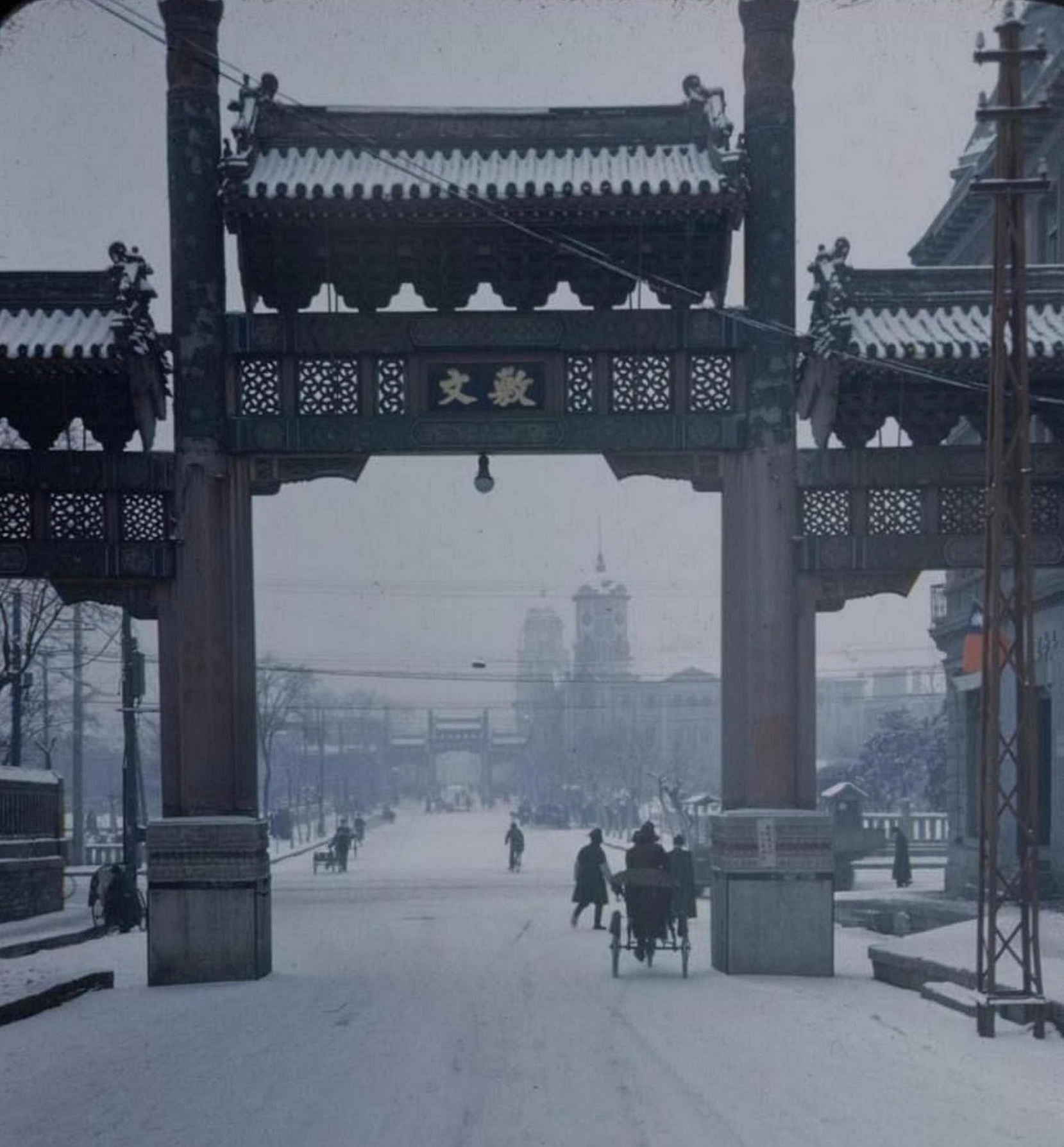
1950年北京敷文牌楼，后面的是振武牌楼
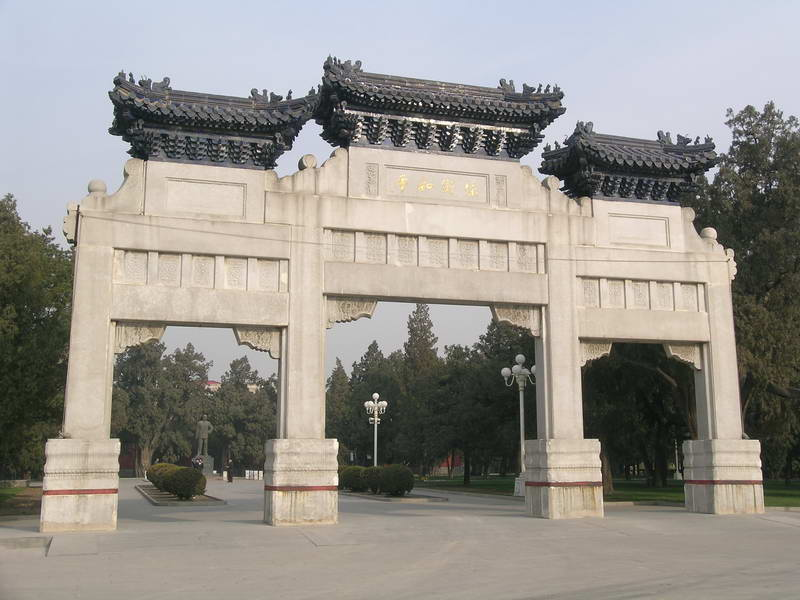
北京保卫和平坊
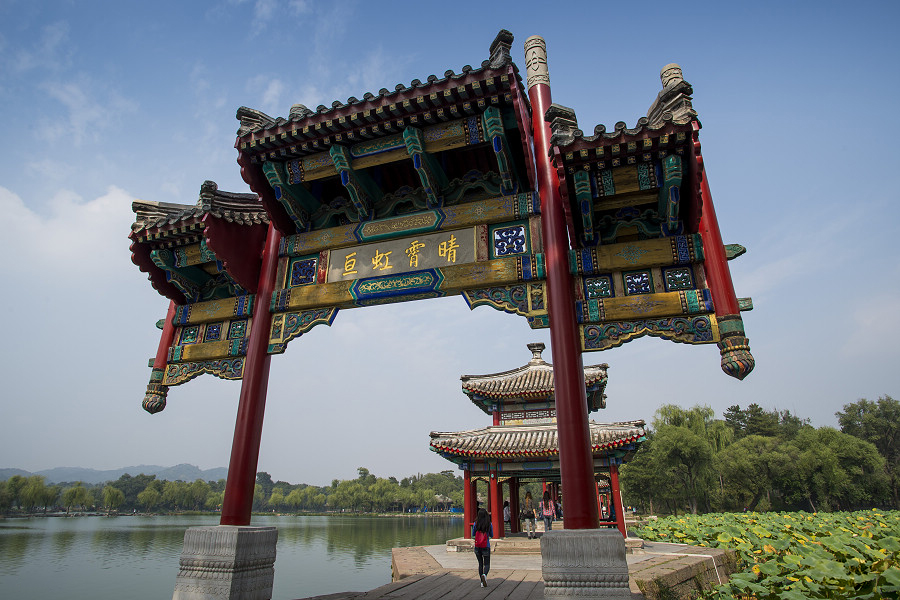
承德避暑山莊的懸空牌樓
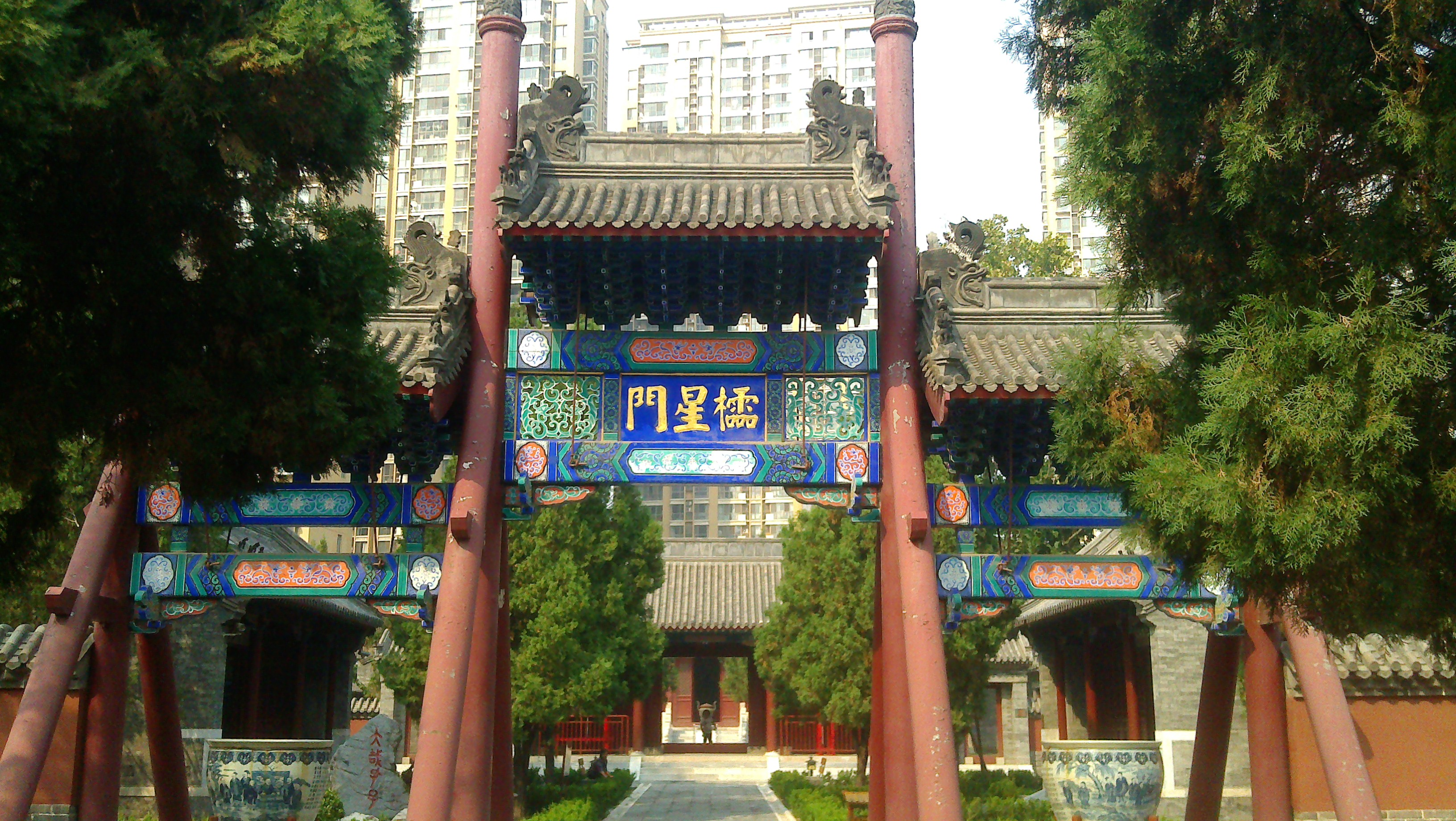
天津衛文廟內 櫺星門
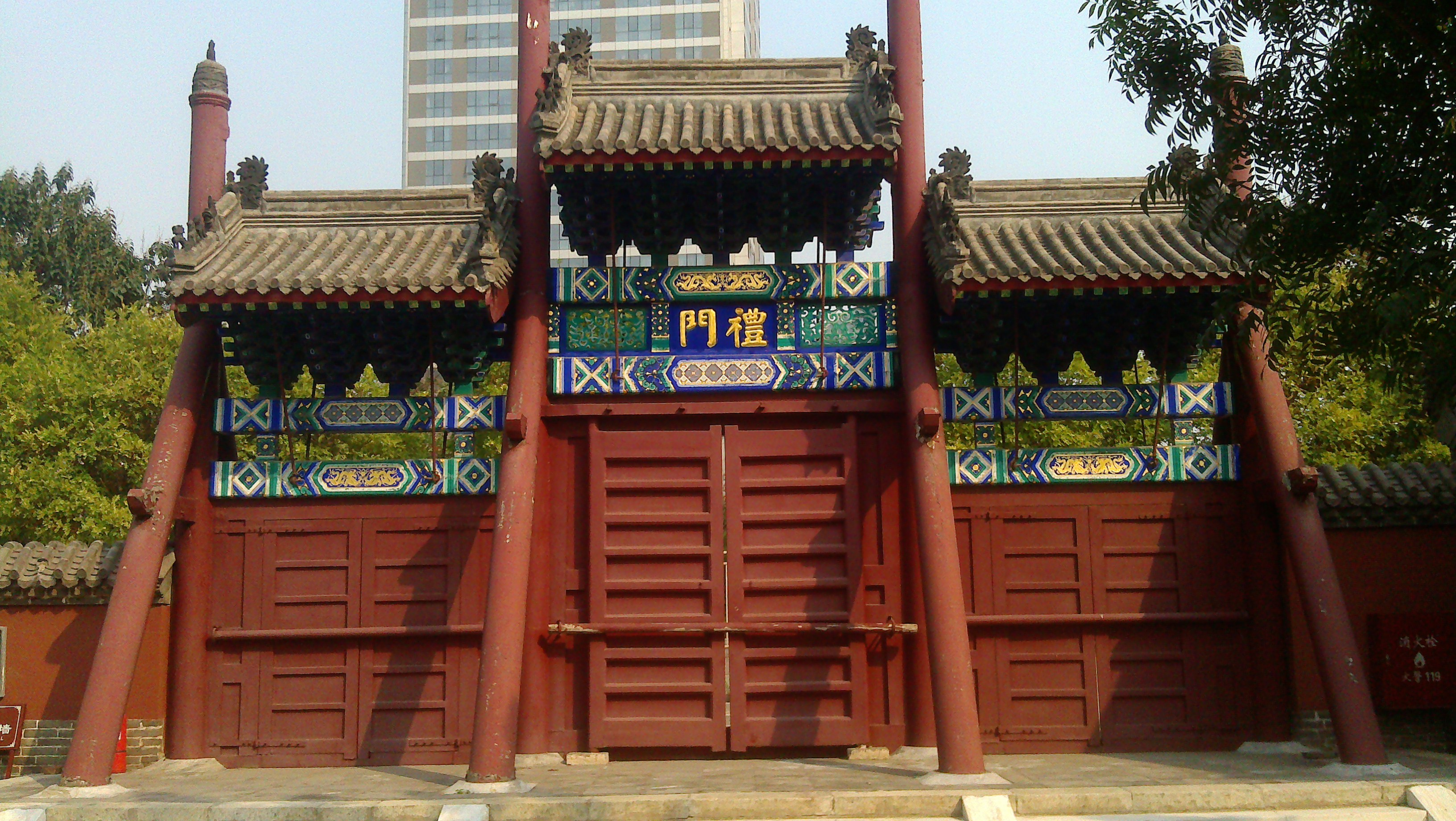
横省石牌坊
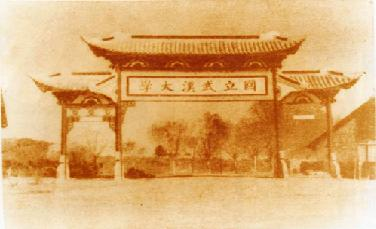
武汉大学校门牌坊 (1920)
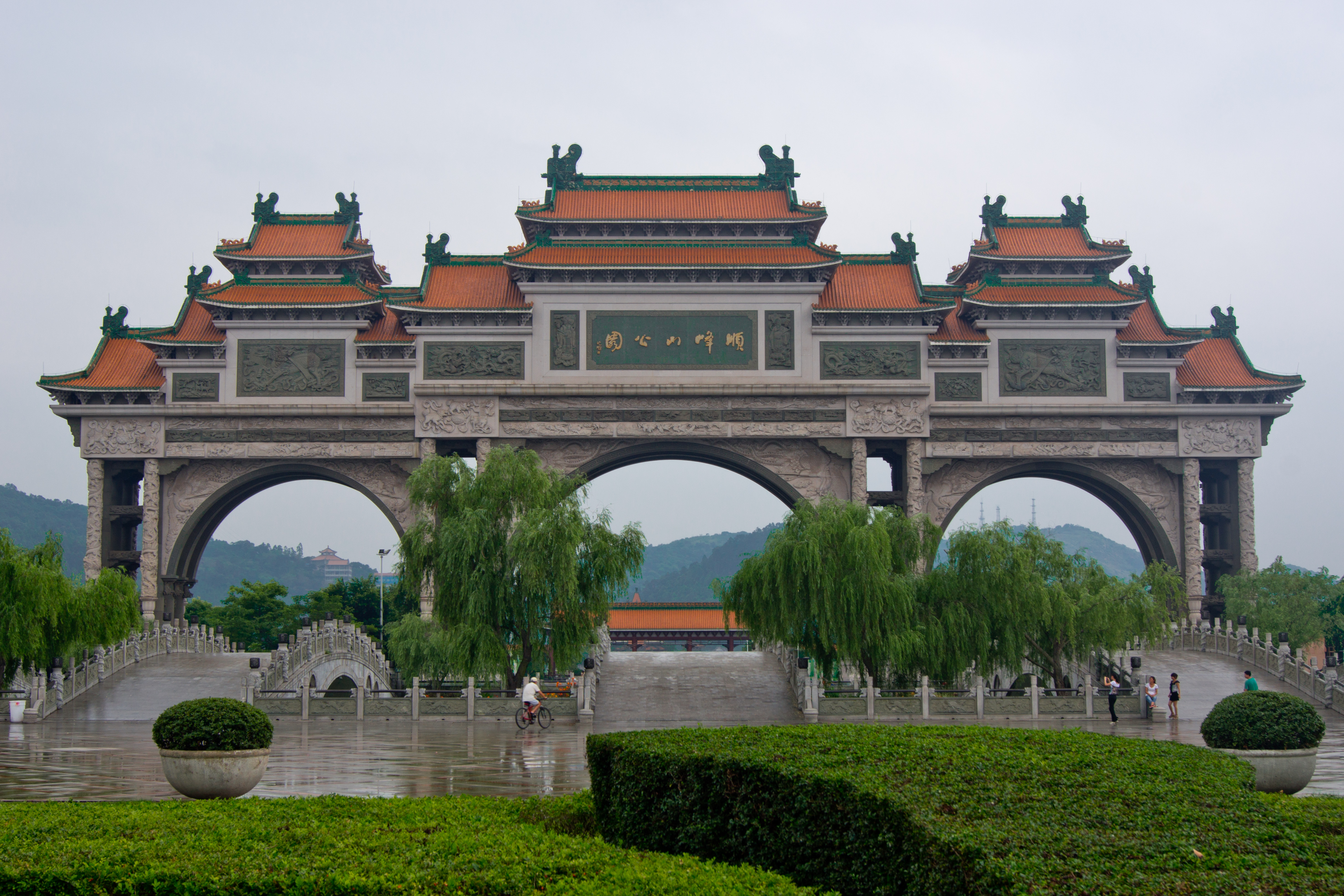
顺峰山公园牌坊 (1993-2012)
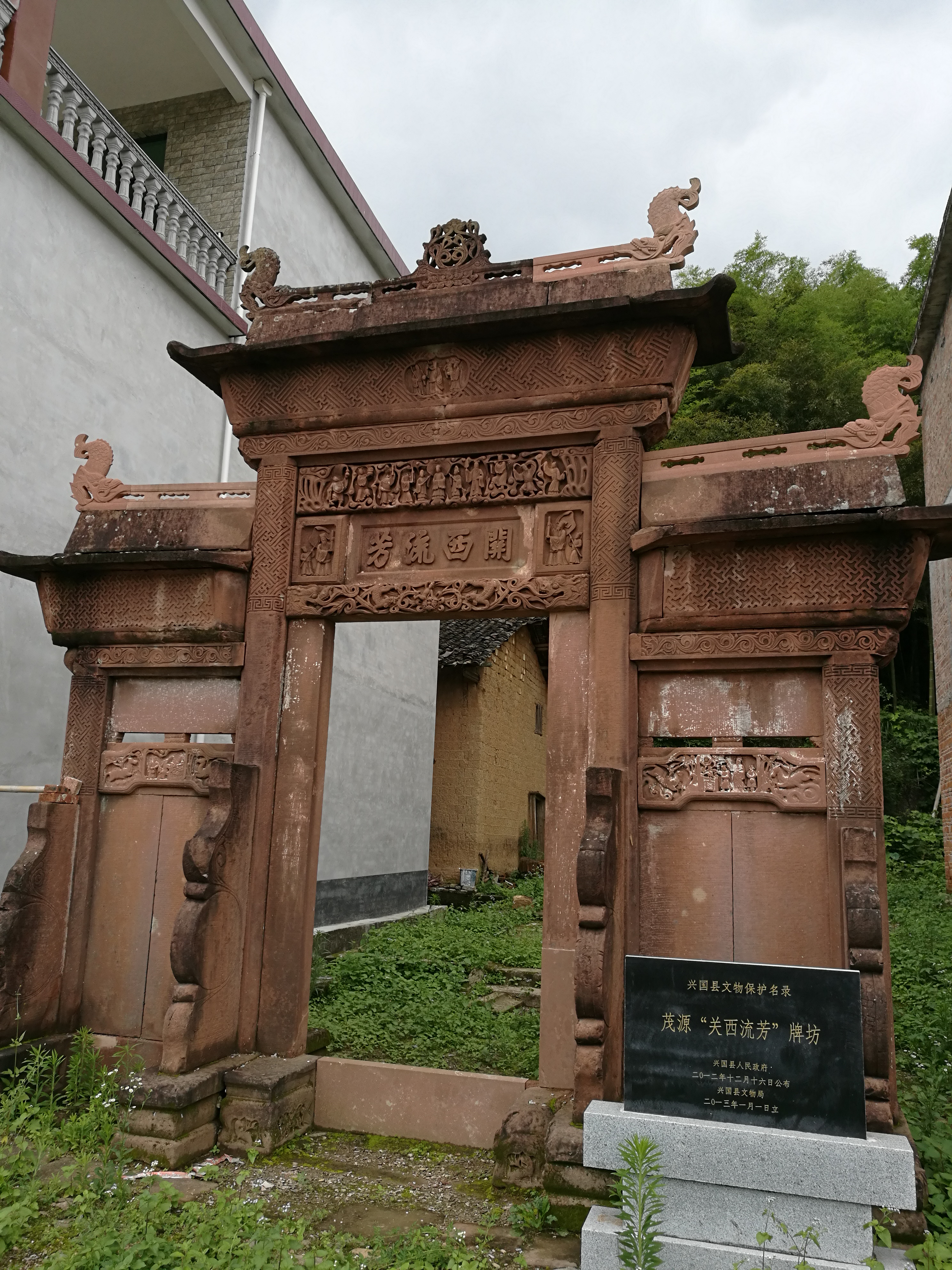
江西省兴国县茂源关西流芳牌坊

#### 台灣
- 臺北市：黃氏節孝坊、急公好義坊、自由廣場牌樓
- 新竹市：蘇氏節孝坊、張氏節孝坊、江氏節烈坊、楊氏節孝坊、李錫金孝子坊
- 苗栗縣：賴氏節孝坊
- 臺中市：林氏貞孝坊
- 臺南市：泮宮坊、重道崇文坊、接官亭石坊、蕭氏節孝坊
- 屏東縣：東港東隆宮山川牌坊(黃金牌坊)
- 金門縣：邱良功母節孝坊

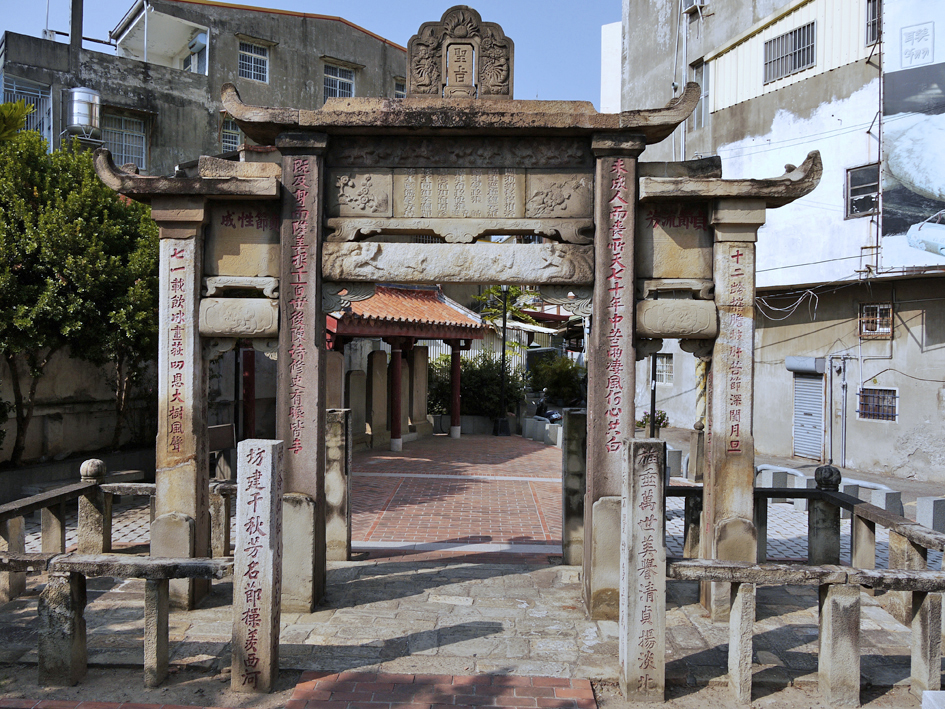
林氏貞孝坊
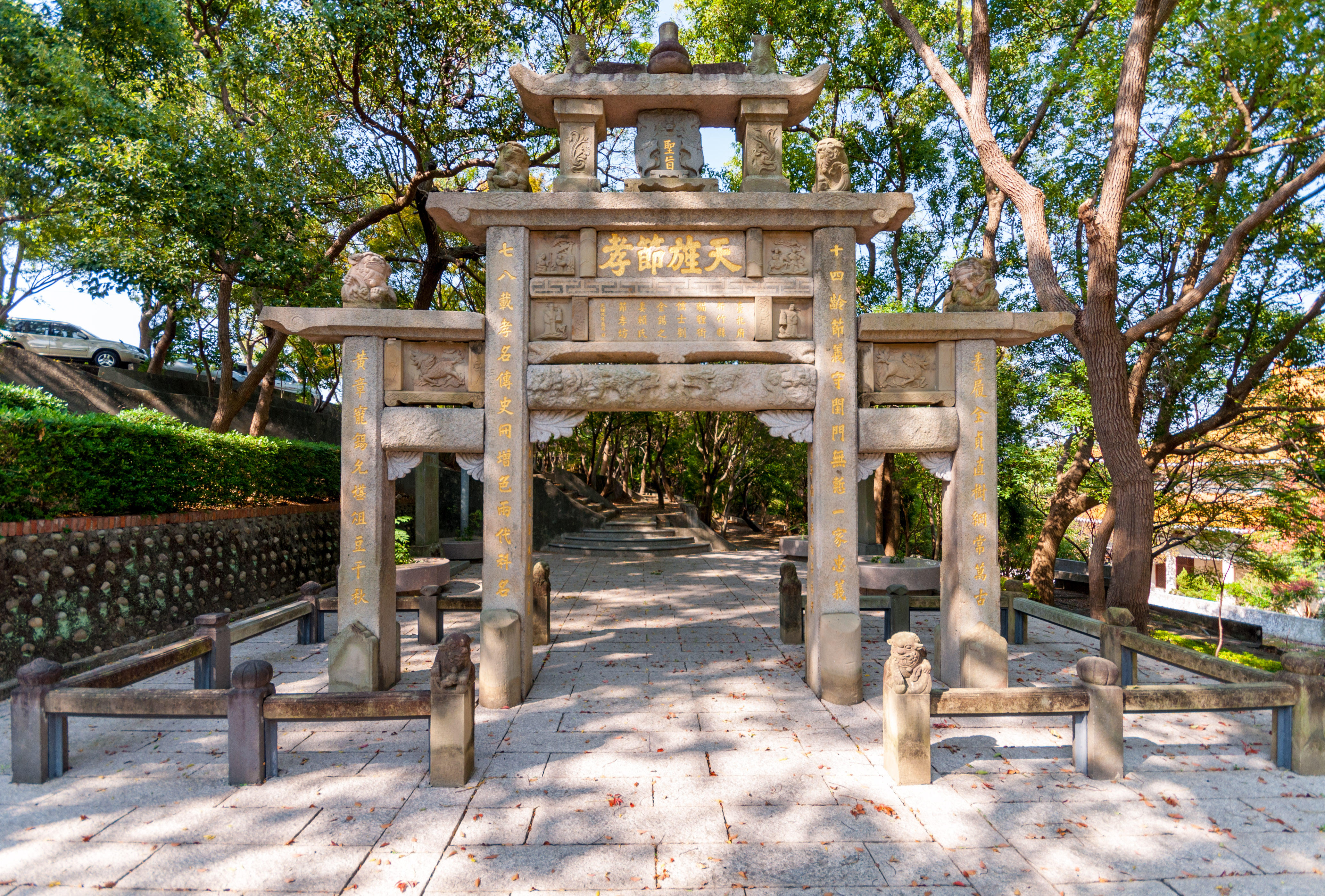
賴氏節孝坊正面
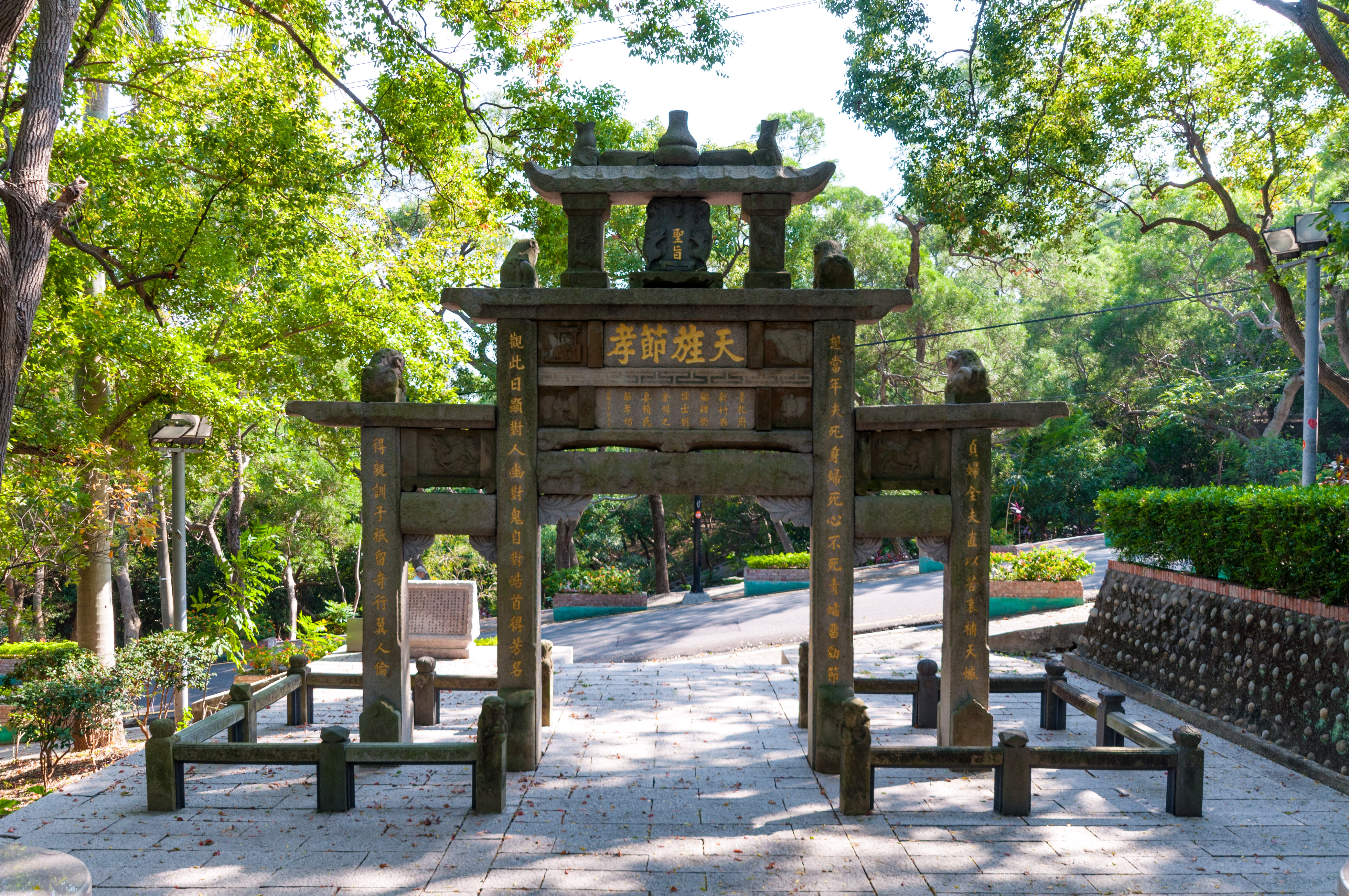
賴氏節孝坊背面
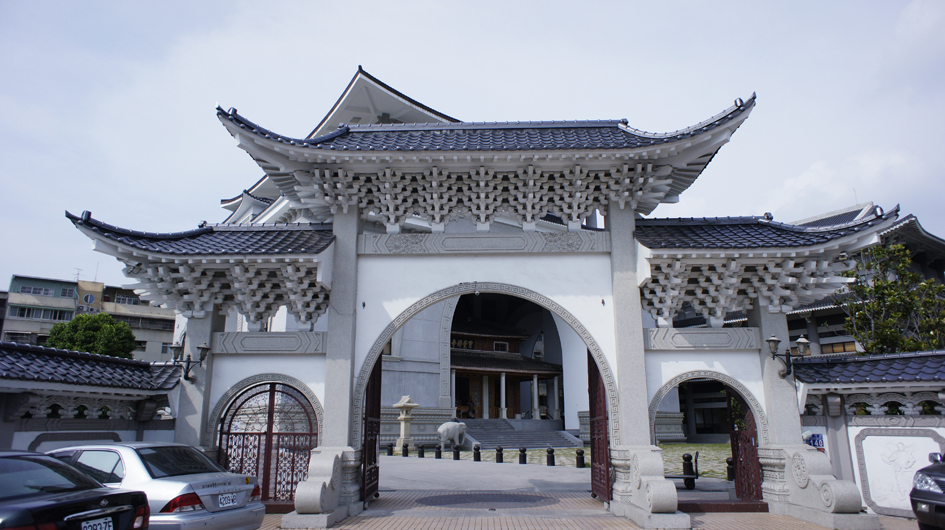
寶覺禪寺牌樓
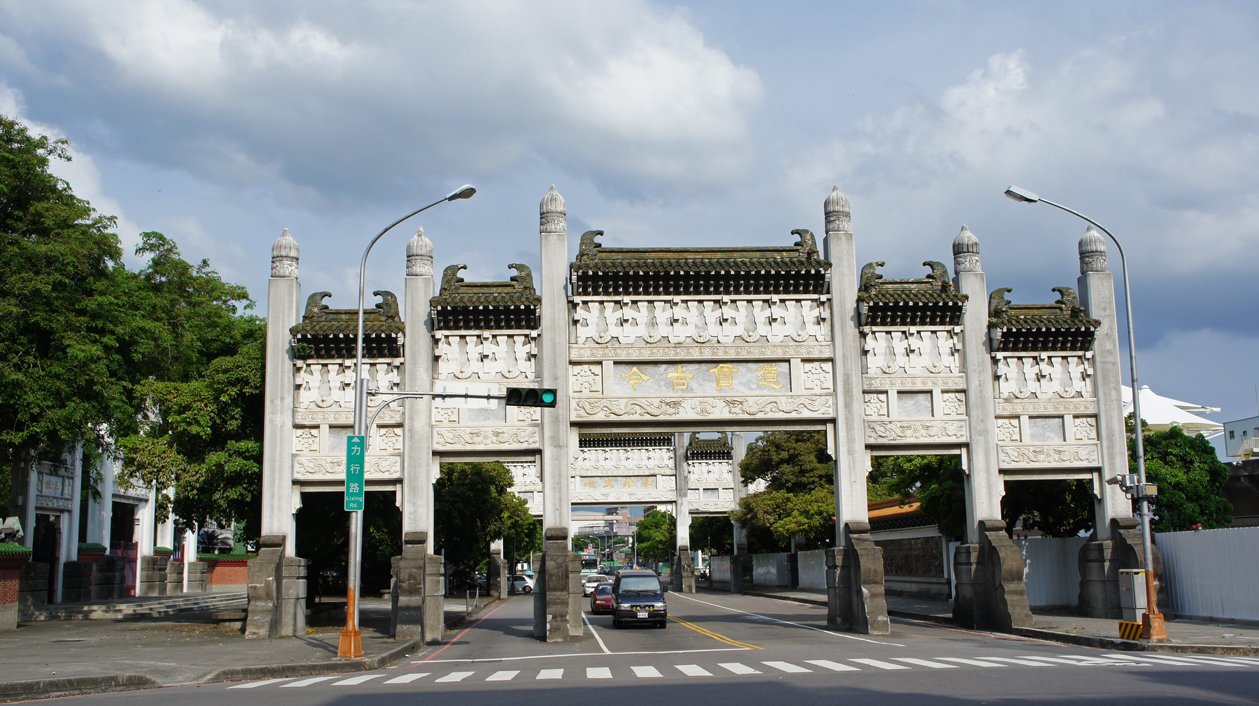
台中市孔廟牌樓

#### 香港
- 廟街牌坊

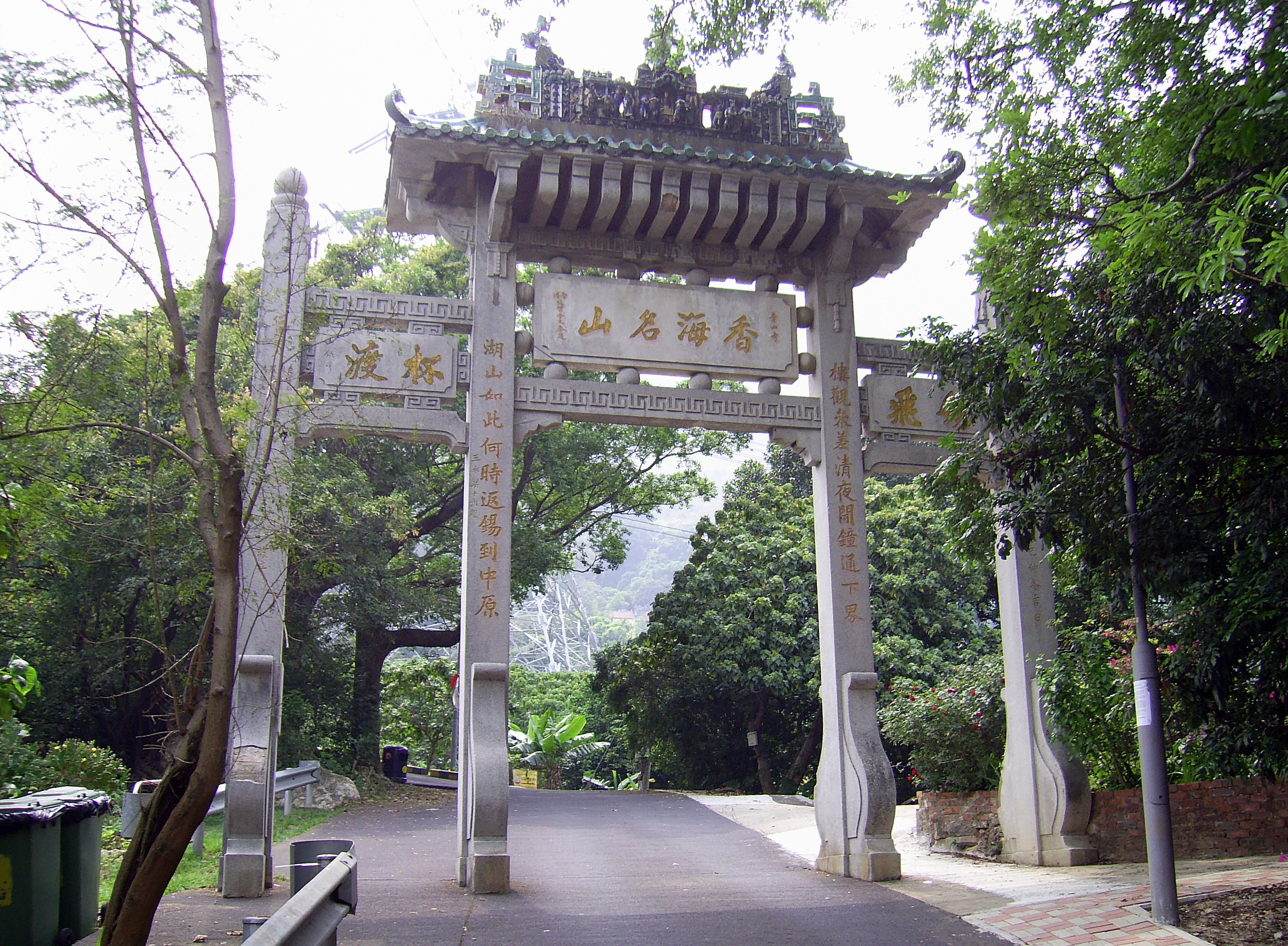
屯門青山禪院香海名山牌樓
- 油塘鯉魚門牌坊
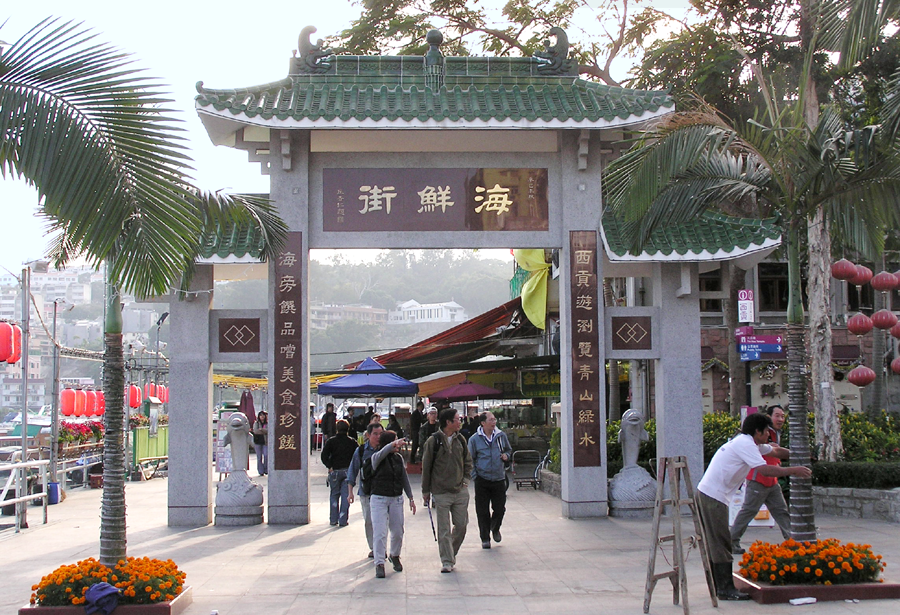
西貢海鮮街牌坊
- 香港仔中心牌坊
- 石鼓洲戴妃樓

- 香海名山牌樓
- 西貢海鮮街牌坊

#### 澳門
- 大三巴牌坊
- 巴波沙紀念牌坊

#### 朝鮮半島
- 韓國全州湖南第一門
- 韓國仁川唐人街牌坊

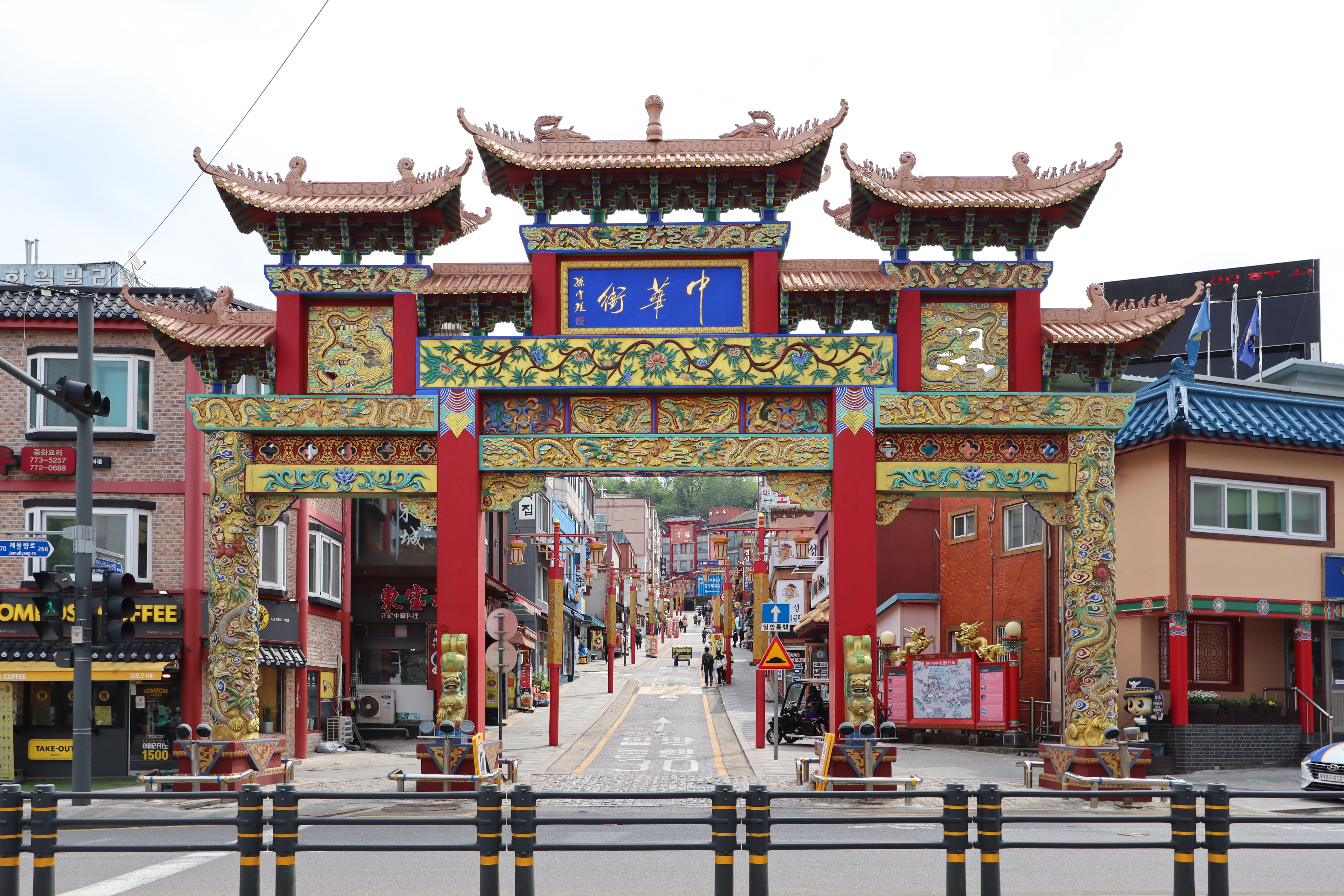
仁川唐人街牌坊

#### 越南
- 順化紫禁城入口牌坊

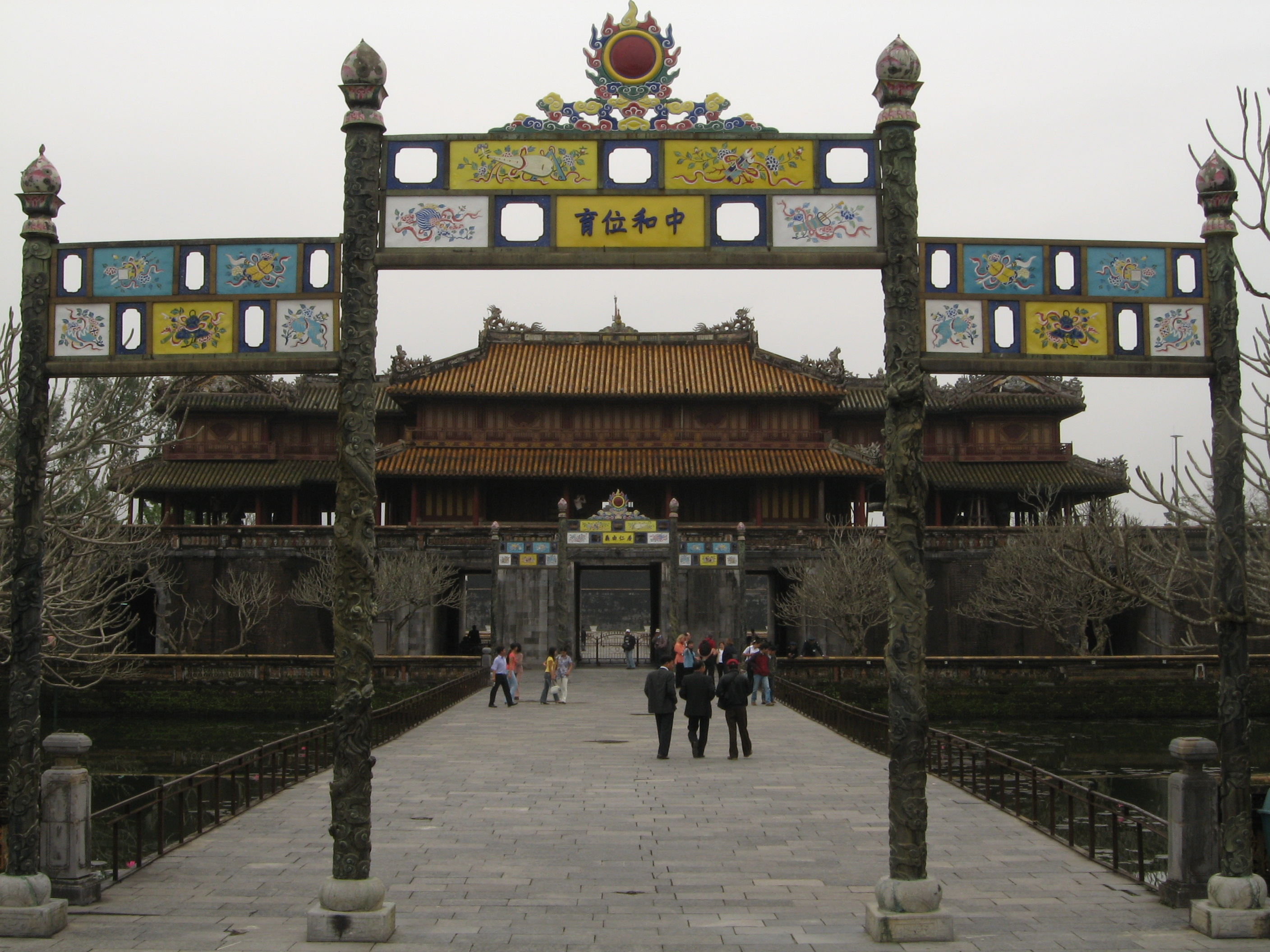
順化皇城入口的牌坊

#### 日本列島

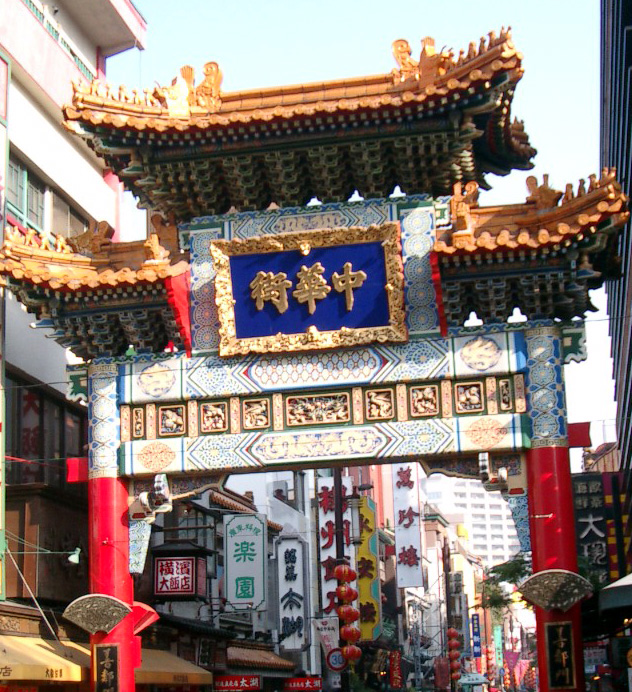
橫濱中華街牌坊

- 橫濱中華街牌坊

#### 琉球群島
- 琉球首里城守禮門牌坊

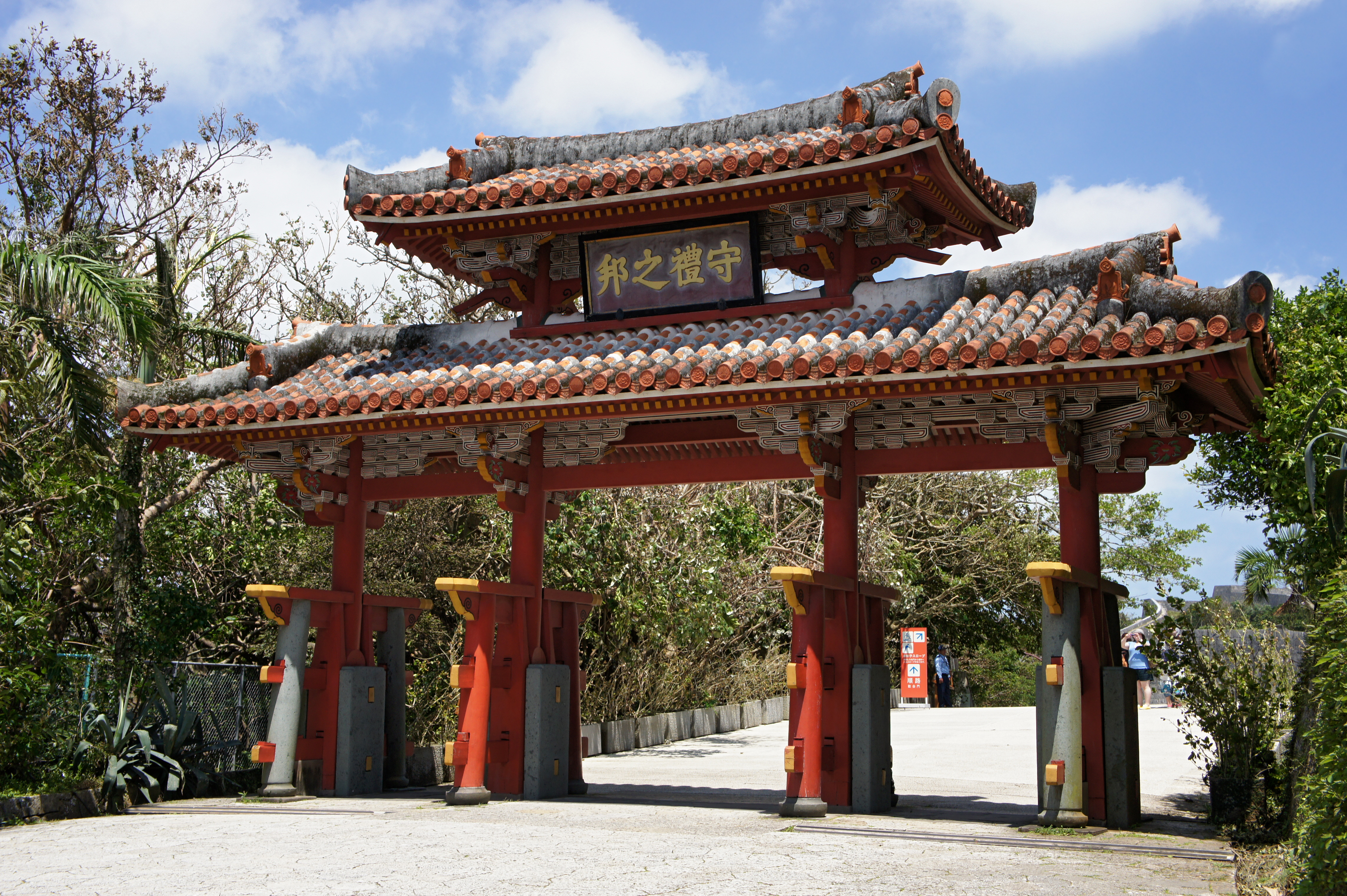
守禮門

### 漢字文化圈以外
- 马来西亚
  - 吉隆坡茨厂街牌楼[9] （页面存档备份，存于）
  - 吉隆坡鬼仔巷牌楼，2019年落成[10][11]
  - 森美兰瓜拉庇劳县瓜拉庇劳华人花园马丁李斯特牌坊, 1902年落成。http://kualapilahchinesepleasuregarden.com/ （页面存档备份，存于）
  - 森美兰瓜拉庇劳县西天宫牌楼[12]
    - 2017年列入马来西亚纪录大全，为该国最大天然石牌楼[12]

  - 砂拉越古晋浮罗岸牌楼[13]
  - 砂拉越古晋亚答街牌楼，2007年落成[14]
  - 砂拉越诗巫石山路华人义山，2007年落成[15]
    - 该义山属砂拉越卫理教会、诗巫卫理福善社、刘忠基墓园、砂拉越古田公会、诗巫光远慈善社、砂拉越中区江夏黄氏公会、砂拉越第三六七省高阳许氏公会、砂拉越张氏公会和砂拉越屏南公会。

  - 砂拉越民都魯历史文化走廊牌楼，2014年落成[16]
- 泰國曼谷崇圣牌楼
- 澳大利亞墨爾本唐人街四牌樓及朝天宮牌樓
- 美国波士顿唐人街牌坊
- 英国利物浦唐人街
- 加拿大溫哥華華埠千禧門牌坊，域多利華埠同濟門牌坊

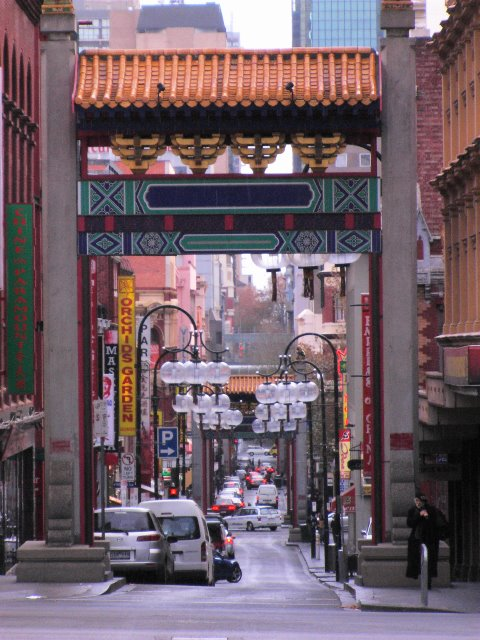
澳洲墨爾本唐人街牌坊
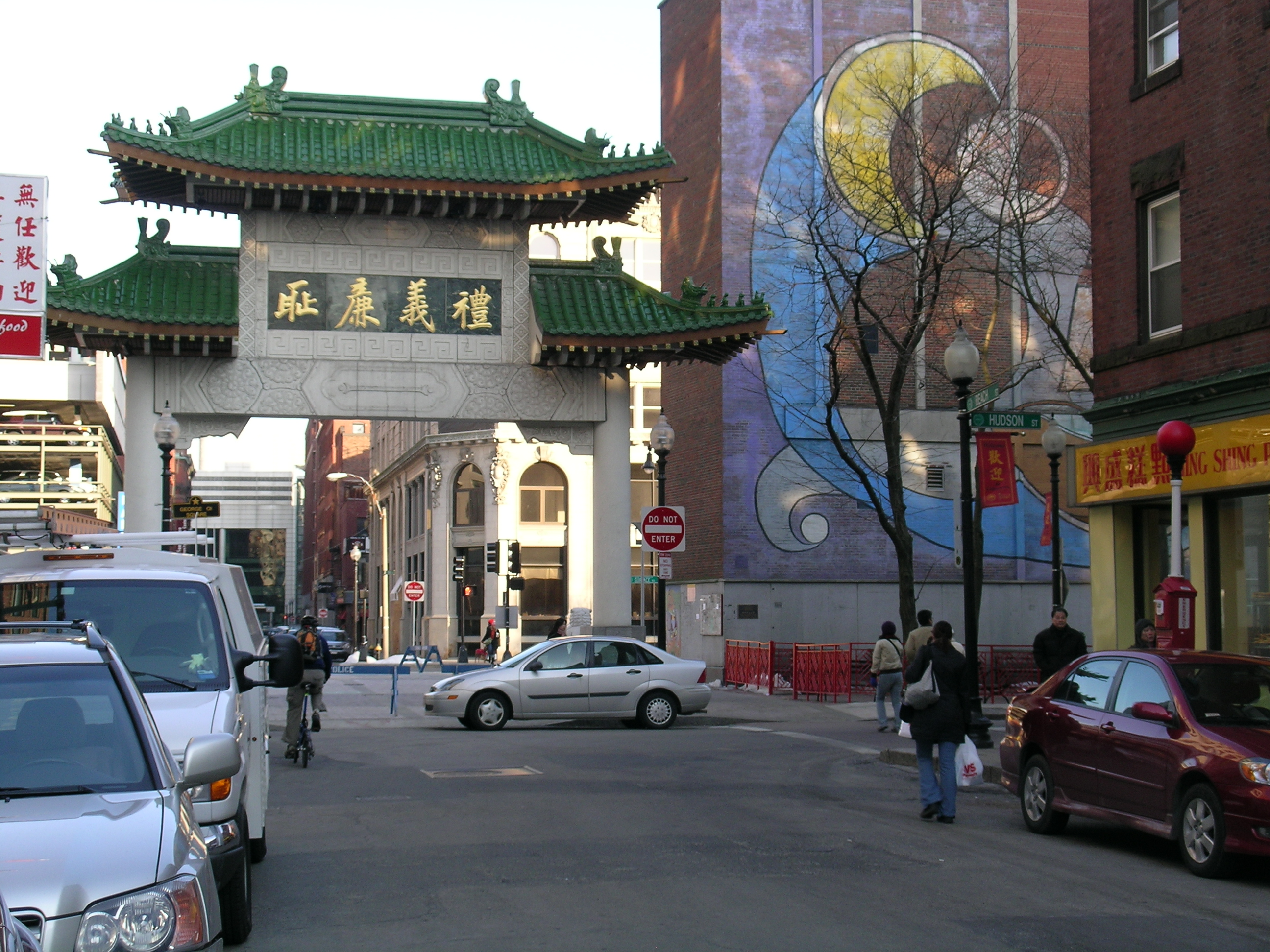
美国波士顿唐人街牌坊
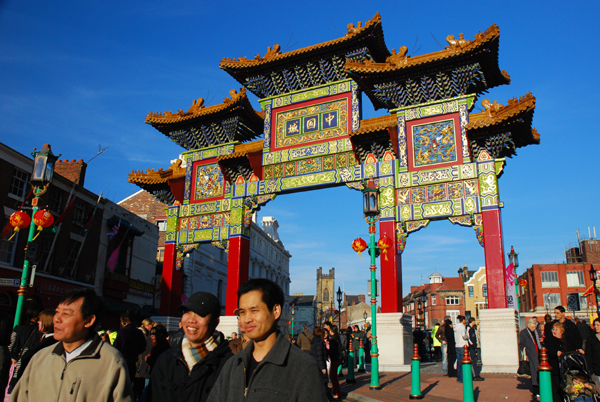
英国利物浦唐人街牌楼
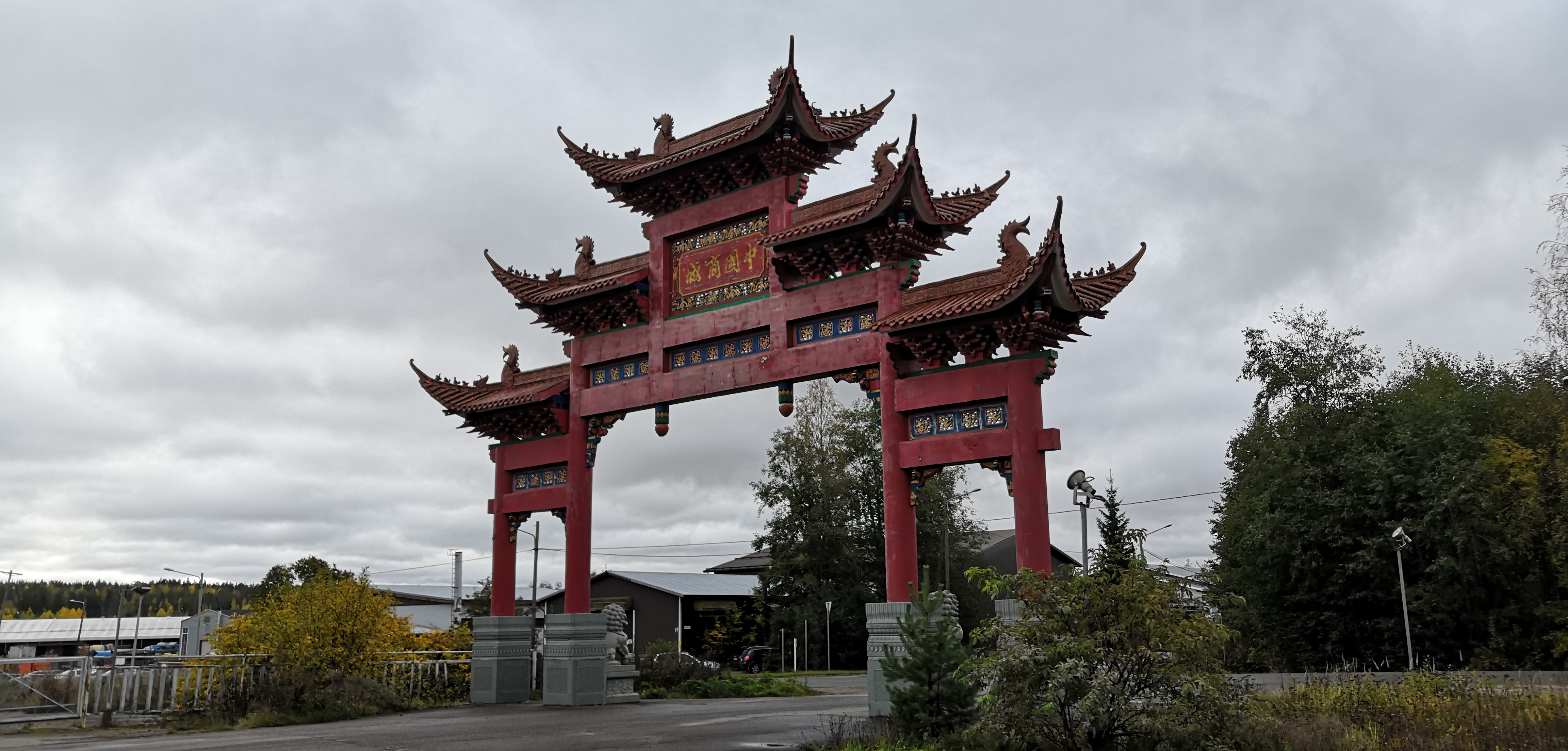
芬蘭科沃拉的牌坊